# Astronidium micranthum
Astronidium micranthum är en tvåhjärtbladig växtart som beskrevs av J.F. Maxwell. Astronidium micranthum ingår i släktet Astronidium och familjen Melastomataceae. Inga underarter finns listade i Catalogue of Life.